# Kor Royal Cup 2009
Der Kor Royal Cup 2009 (thailändisch ฟุตบอลถ้วยพระราชทาน 2552) war die 74. offizielle Ausspielung des Wettbewerbs und wurde am 1. März 2009 zwischen dem thailändischen Meister Provincial Electricity Authority FC sowie dem Vizemeister Chonburi FC ausgetragen. Das Spiel fand im Suphachalasai Stadium in der thailändischen Hauptstadt Bangkok statt. Der Chonburi FC gewann das Spiel durch ein Tor von Suree Sukha in der 80. Minute mit 1:0.

## Spielstatistik
| Paarung                             | Chonburi FC – Provincial Electricity Authority FC |
| Ergebnis                            | 1:0 (0:0) |
| Datum                               | 1. März 2009 um 17:00 Uhr |
| Stadion                             | Suphachalasai Stadium, Bangkok |
| Zuschauer                           | 9058 |
| Schiedsrichter                      | Nitipoom Kulbutr |
| Tore                                | 1:0 Suree Sukha (80.) |
| Chonburi FC                         | Sinthaveechai Hathairattanakool – Suree Sukha, Natthaphong Samana, Suttinun Phuk-hom, Cholratit Jantakam – Phanuwat Jinta (88. Kriangkrai Pimrat), Arthit Sunthornpit, Ekaphan Inthasen, Surat Sukha – Pipob On-Mo (66. Mohamed Koné), Anderson Aquático (76. Kraison Panjaroen) Cheftrainer: Kiatisak Senamuang |
| Provincial Electricity Authority FC | Umarin Yaodam – Panupong Wongsa, Rangsan Viwatchaichok, Apichet Puttan , Henri Jöel – Apipoo Suntornpanavej, Chaiwut Wattana (84. Ronnachai Rangsiyo), Yuttajak Kornchan, Narongchai Vachiraban – Lamnao Singto (83. Falcão), Sattrupai Sri-narong (75. Phonlawut Donjui) Cheftrainer: Prapol Pongpanich         |
| Gelbe Karten                        | Pipob On-Mo (39.), Cholratit Jantakam (60.) – Apipoo Suntornpanavej (55.), Narongchai Vachiraban (88.) |

### Auswechselspieler
| Auswechselspieler | Auswechselspieler |
| --- | --- |
| Chonburi FC | Provincial Electricity Authority FC |
| - Pongpanot Naknayom - Kiatprawut Saiwaeo - Sarawut Janthapan - Kraison Panjaroen ▲ (76.) - Yoshiaki Maruyama - Kriangkrai Pimrat ▲ (88.) - Douglas Cobo - Mohamed Koné ▲ (66.) - Teerasak Po-on - Jetsadakorn Hemdaeng - Chawarit Kheawcha-oum | - Theerathon Bunmathan - Patiparn Phetphun - Weerayut Jitkuntod - Kritsana Wongbudee - Falcão ▲ (83.) - Ronnachai Rangsiyo ▲ (84.) - Victor Mensah - Visanusak Kaewruang - Supakit Jinajai - Phonlawut Donjui ▲ (75.) |